# Исламбаево
Исламба́ево (баш. Исламбай) — деревня в Бурзянском районе Башкортостана России, входит в состав Аскаровского сельсовета.

## Географическое положение
Расстояние до:
- районного центра (Старосубхангулово): 43 км,
- центра сельсовета (Аскарово): 6 км,
- ближайшей железнодорожной станции (Белорецк): 154 км.

## Население
| 2002 | 2009 | 2010 |
| ---- | ---- | ---- |
| 374  | ↗386 | ↘359 |

Согласно переписи 2002 года, преобладающая национальность — башкиры (99 %).

## Религия
В деревне есть мечеть «Фатиха».

## Галерея

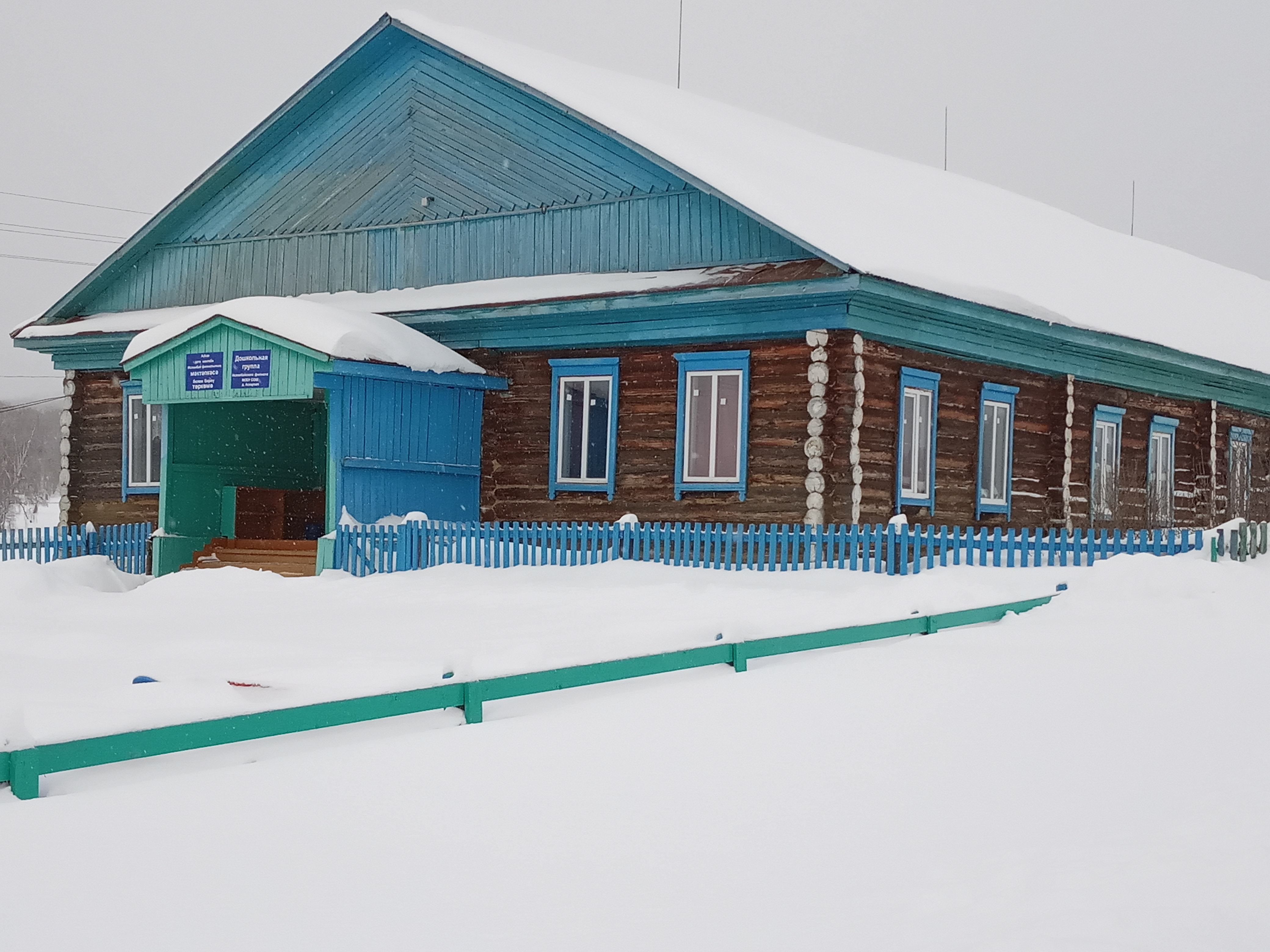
Исламбаевская сельская школа и детский сад
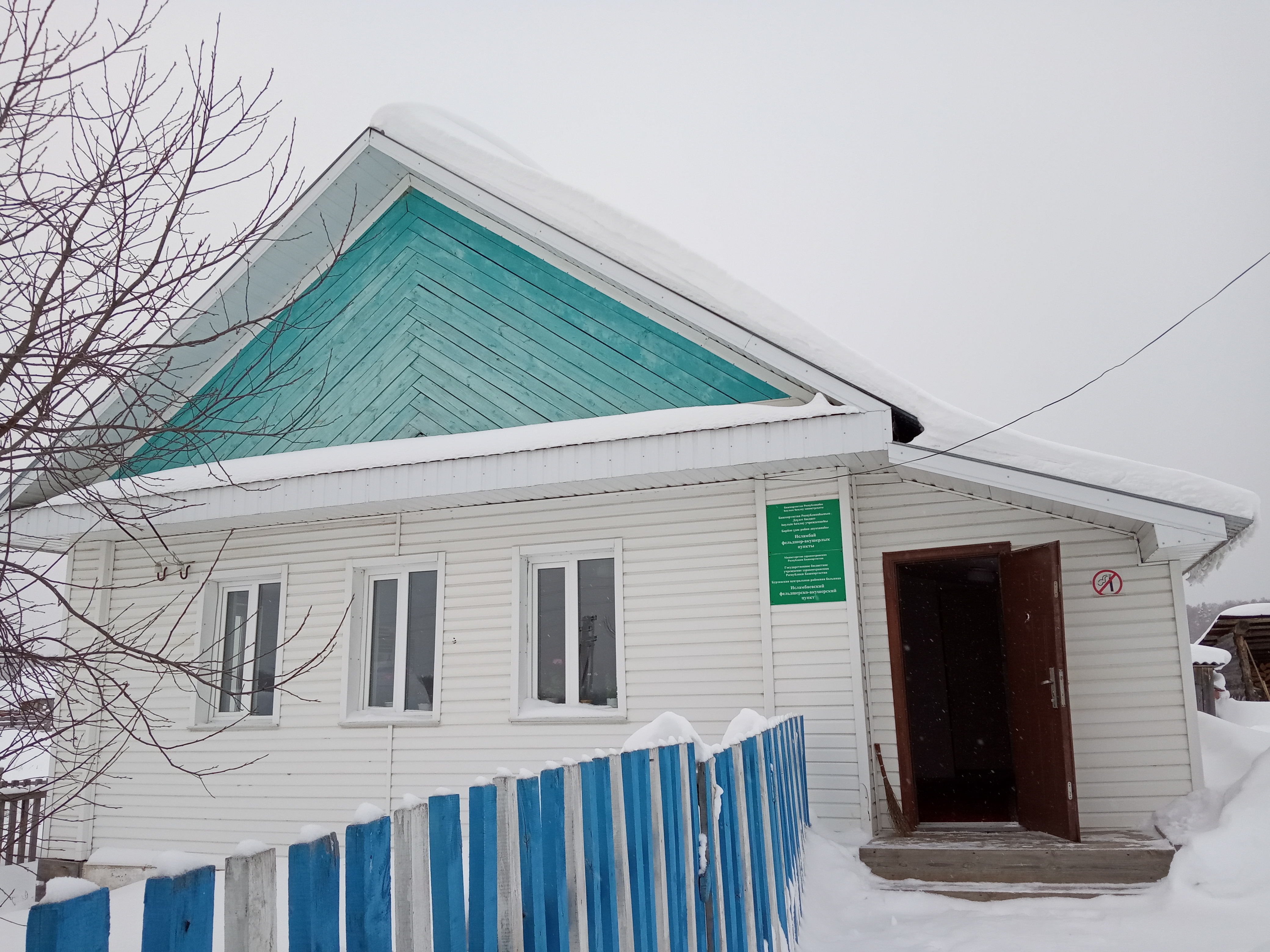
фельдшерско-акушерский пункт
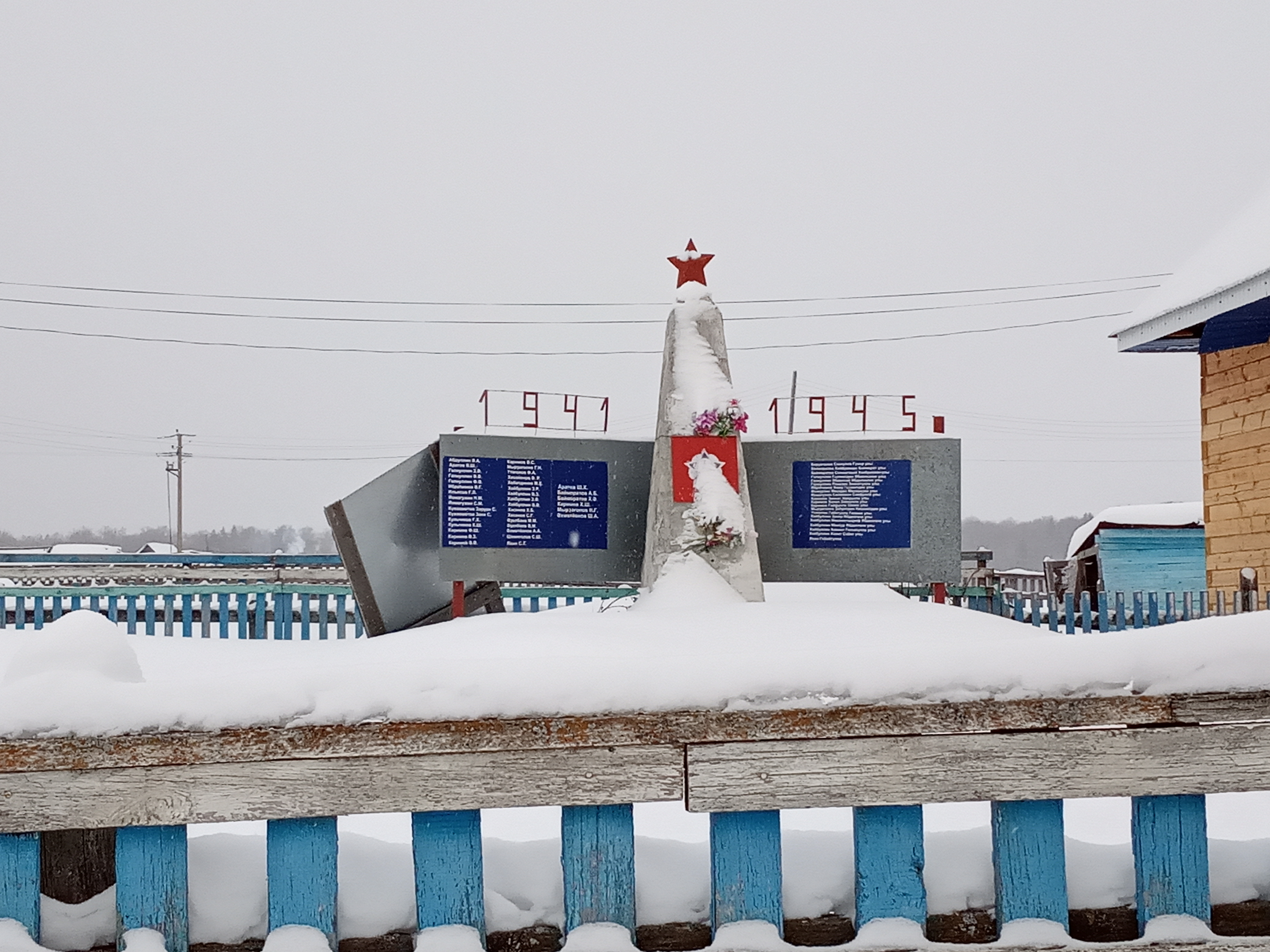
Памятник погибшим в Великой Отечественной войне (1941-1945 гг.)
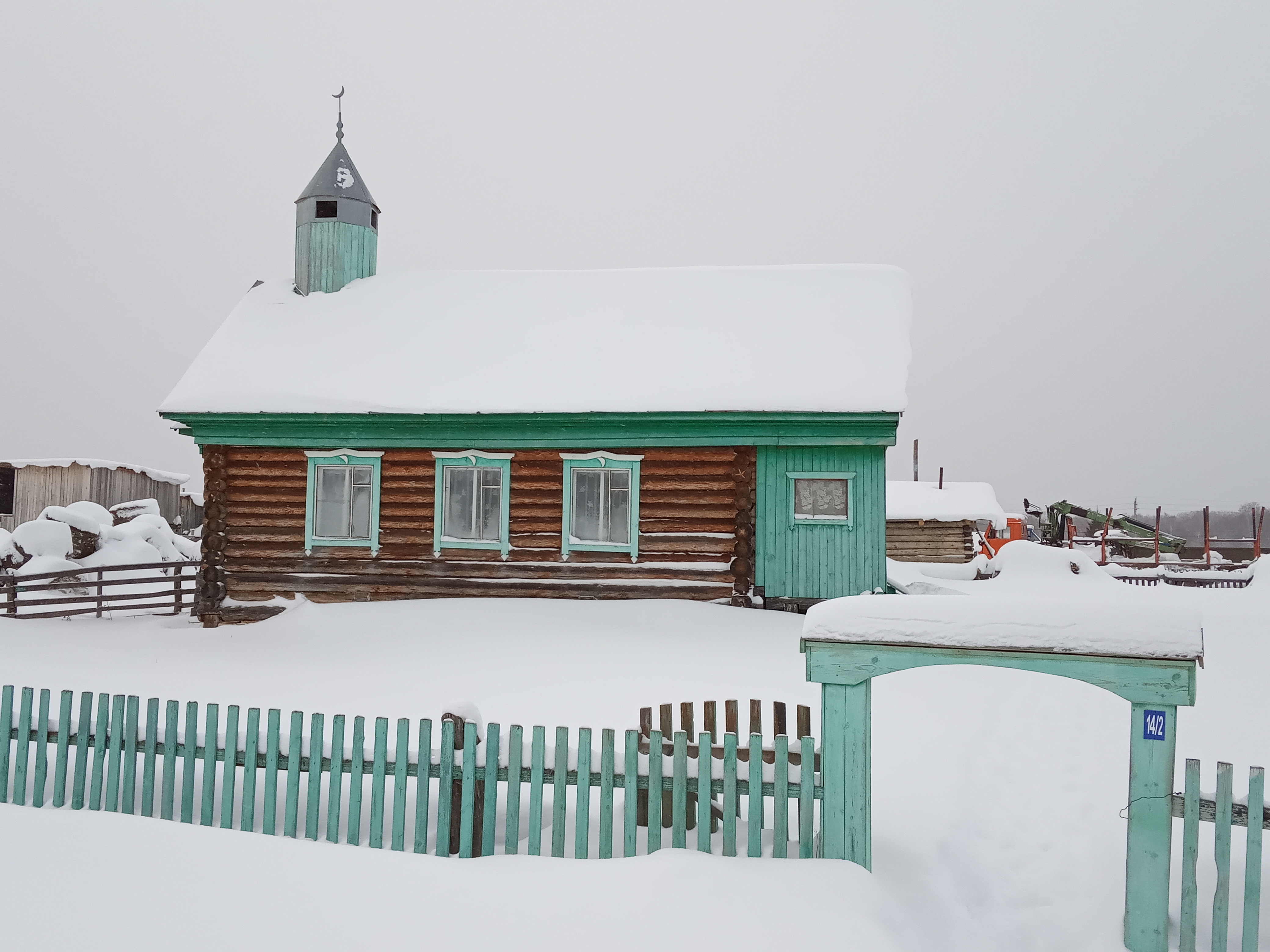
Мечеть "Фатиха"
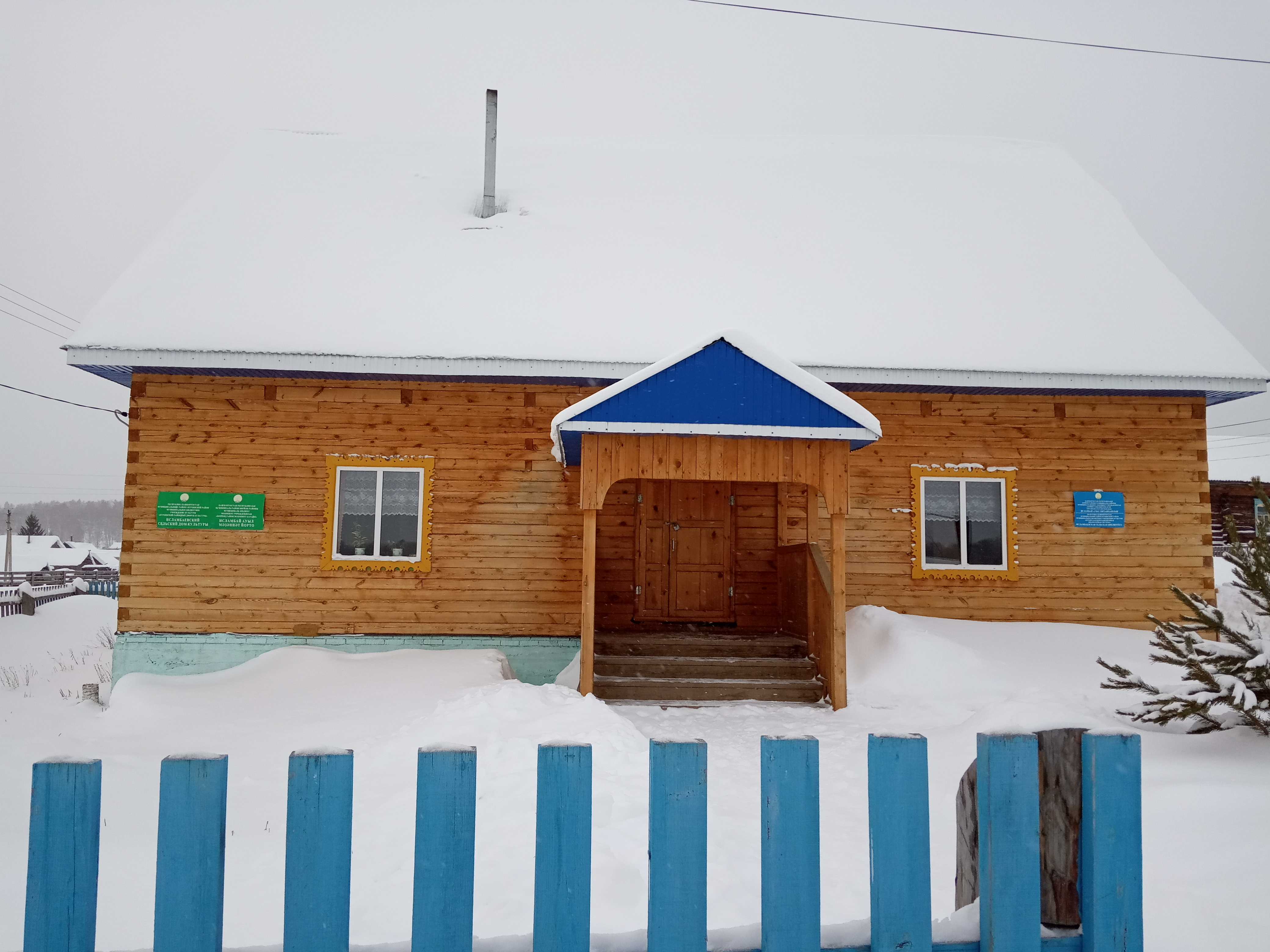
Дом культуры